# ズラトコ・ヤンコフ
ズラトコ・ヤンコフ（Zlatko Georgiev Yankov、1966年6月7日 - ）は、ブルガリアの元サッカー選手。元ブルガリア代表。ポジションはミッドフィールダー。

## 来歴
1990年9月にブルガリア代表デビュー。1994 FIFAワールドカップ・ヨーロッパ予選では全10試合に出場、2大会ぶりのワールドカップ出場権を獲得した。1994 FIFAワールドカップでは6試合に出場、4位となった。その後、UEFA EURO '96、1998 FIFAワールドカップにも出場した。1999年までに79試合に出場、4得点をあげた。

## 代表歴

### 出場大会
- ブルガリア代表
  - 1994 FIFAワールドカップ
  - 1998 FIFAワールドカップ

### 試合数
- 国際Aマッチ 79試合 4得点（1990年-1999年）[1]

| ブルガリア代表 | 国際Aマッチ | 国際Aマッチ |
| 年             | 出場        | 得点        |
| -------------- | ----------- | ----------- |
| 1990           | 3           | 0           |
| 1991           | 7           | 1           |
| 1992           | 8           | 0           |
| 1993           | 9           | 1           |
| 1994           | 12          | 2           |
| 1995           | 8           | 0           |
| 1996           | 11          | 0           |
| 1997           | 6           | 0           |
| 1998           | 9           | 0           |
| 1999           | 6           | 0           |
| 通算           | 79          | 4           |